# Christoph Stölzl

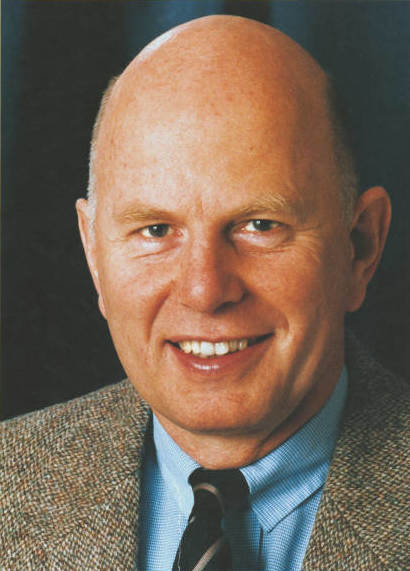
Christoph Stölzl (2001)

Christoph Stölzl (* 17. Februar 1944 in Westheim bei Augsburg; † 10. Januar 2023 in Evenhausen) war ein deutscher Historiker, Museumsleiter, Publizist und Politiker (CDU). Von 1987 bis 1999 war er der erste Direktor des Deutschen Historischen Museums, von 2000 bis 2001 Senator für Wissenschaft, Forschung und Kultur des Landes Berlin. Von 2010 bis 2022 war Stölzl Präsident der Hochschule für Musik Franz Liszt Weimar.

## Leben

### Studium
Christoph Stölzl wuchs in München auf, wo er das Ludwigsgymnasium besuchte und 1963 das Abitur ablegte. Er studierte Geschichte, Literaturwissenschaft und Soziologie, zunächst von 1963 bis 1965 an der Universität München und von 1965 bis 1970 an der Universität des Saarlandes. 1970 wurde er in Saarbrücken im Fach Geschichte mit der Dissertation Die Ära Bach in Böhmen. Sozialgeschichtliche Studien zum Neoabsolutismus 1849–1859 promoviert. Anschließend war er bis 1974 Forschungsstipendiat der Deutschen Forschungsgemeinschaft zur jüdischen Geschichte und zum Antisemitismus. Seine Archivstudien in Prag musste er auf Druck der Tschechoslowakei abbrechen.

### Beruf
Von 1974 bis 1976 war er wissenschaftlicher Mitarbeiter des Bayerischen Nationalmuseums, von 1977 bis 1980 Wissenschaftlicher Assistent an der Universität München. 1980 wurde er Direktor des Münchner Stadtmuseums. Er machte sich einen Namen mit unkonventionellen Ausstellungen wie Das Oktoberfest – 175 Jahre bayerischer Nationalrausch.
1984 wurde er Ratgeber der Stadt Berlin beim Projekt Forum für Geschichte und Gegenwart. 1987 berief ihn die Bundesregierung unter Helmut Kohl zum Generaldirektor des neu gegründeten Deutschen Historischen Museums in Berlin. Dort wurde er zugleich Professor. Diese Aufgabe nahm er bis 1999 wahr. Zudem gehörte er 1994 zu den Gründungsmitgliedern des Vereins Museum Berlin-Karlshorst, dessen Vorsitzender er war, und Gründungsvater des AlliiertenMuseums, womit er ein Zeichen für Freiheit, Demokratie und internationale Zusammenarbeit setzte.
Anschließend arbeitete er bis 2000 als stellvertretender Chefredakteur und Feuilletonchef der Tageszeitung Die Welt. Seit 2002 war er freiberuflicher Publizist. 2004 führte er abwechselnd mit Michael Naumann als Fernsehmoderator durch die Sendung Im Palais im RBB. Im Wintersemester 2001/2002 übernahm er einen Lehrauftrag an der Hochschule für Musik „Hanns Eisler“ Berlin, seit dem Wintersemester 2004/2005 war er Honorarprofessor am Institut für Kultur- und Medienmanagement der Freien Universität Berlin. Von März 2003 bis März 2005 war Stölzl Kurator für die Bewerbung der Stadt Braunschweig zur Kulturhauptstadt Europas im Jahr 2010.
Von Oktober 2006 bis Dezember 2007 war Stölzl als Geschäftsführer der Villa Grisebach Auktionen GmbH (Berlin) tätig. Er schied aus, um sich anderen Aufgaben zu widmen. Ende Februar 2010 wählte ihn der Hochschulrat der Hochschule für Musik Franz Liszt Weimar für sechs Jahre zum Nachfolger des scheidenden Rektors Rolf-Dieter Arens. 2015 wurde Stölzl für eine zweite Amtszeit wiedergewählt und amtierte vom 1. Juli 2010 bis zum 24. Juni 2022.

### Politiker
Stölzl war zunächst Mitglied der FDP. Er bekannte sich zur „Tradition des bürgerlichen Freisinns: Rebellisch, trotzig, insistierend darauf, alle Unfreiheit, alle Unmündigkeit in Frage zu stellen“. Von Juni 1989 bis September 1990 war er stellvertretender Landesvorsitzender der Berliner FDP.
Nach dem Rücktritt Christa Thobens wurde der inzwischen parteilose Stölzl am 13. April 2000 auf Vorschlag der CDU zum Senator für Wissenschaft, Forschung und Kultur des Landes Berlin im schwarz-roten Senat Diepgen V gewählt. Im Jahr darauf trat er in die CDU ein. Im Zuge des Berliner Bankenskandals verließ die SPD die Große Koalition; per Misstrauensvotum wählte das Abgeordnetenhaus von Berlin Diepgen und die CDU-Senatoren am 16. Juni 2001 ab. Bei der vorgezogenen Neuwahl am 21. Oktober 2001 wurde Stölzl in das Abgeordnetenhaus von Berlin gewählt; er war in der 15. Wahlperiode bis 2006 einer der beiden Vizepräsidenten des Abgeordnetenhauses. Von 2002 bis 2003 war er Landesvorsitzender der CDU Berlin und Mitglied des CDU-Bundesvorstandes.
Nach der Bundestagswahl 2002 kommentierte Stölzl den Wahlsieg von SPD und Grünen: „Die Deutschen haben immer Unglück gehabt, wenn sie sich irrationalen Stimmungen hingaben oder sich mit Propagandaphrasen in Gang bringen ließen. Das war 1914 so, und das große Unglück der Erdrutschwahlen von 1931/32 war so.“ Für diese Weltkriegs- und Nazi-Vergleiche entschuldigte sich der Historiker auf Druck des Ältestenrates im Berliner Abgeordnetenhaus. Auch Angela Merkel distanzierte sich von Stölzls Bewertung des Wahlausgangs.
Er war Kuratoriumsmitglied verschiedener Stiftungen, darunter der CDU-nahen Konrad-Adenauer-Stiftung, der Stiftung Denkmalschutz Berlin, des Geschichtswettbewerbs des Bundespräsidenten, der Ernst Freiberger-Stiftung, der Stiftung Verbrannte und verbannte Dichter, der Stiftung St. Matthäus und des Internationalen Forums für Kultur und Wirtschaft. Darüber hinaus war Christoph Stölzl Gründungsdirektor für das Exilmuseum Berlin.
Des Weiteren war Stölzl im Vorstand des Deutsch-Aserbaidschanischen Forums.

## Auszeichnungen
Er erhielt zahlreiche Auszeichnungen, unter anderem den Verdienstorden der Bundesrepublik Deutschland (Verdienstkreuz Erster Klasse) und das Österreichische Ehrenkreuz für Wissenschaft und Kunst. Außerdem wurde er 2001 zum Ritter des Nordsternordens des Königreichs Schweden und 2003 zum Ritter der französischen Ehrenlegion ernannt. Er war zudem ab 2013 Träger der Puschkin-Medaille.

## Privates
Stölzl war seit 1967 mit Bettina Stölzl verheiratet und hatte vier Kinder, darunter der Film- und Videoregisseur Philipp Stölzl. Der Liedermacher Sebastian Krämer ist ein Schwiegersohn. Stölzl starb am 10. Januar 2023 im Alter von 78 Jahren auf seinem bayrischen Landsitz.

## Schriften
- Die Ära Bach in Böhmen. Oldenbourg, München [u. a.] 1971.
- Kafkas böses Böhmen. Zur Sozialgeschichte eines Prager Juden. Edition Text + Kritik, München 1975, ISBN 3-921402-05-0.
- mit Martha Dreesbach (Hrsg.): Die Zwanziger Jahre in München. Katalog zur Ausstellung im Münchner Stadtmuseum. Schriften des Münchner Stadtmuseums, München 1979.
- mit Michael Mathias Prechtl: Denkmalerei. Bucher, München 1986, ISBN 3-7658-0510-6.
- (Hrsg.): Deutsches Historisches Museum. Ideen – Kontroversen – Perspektiven. Propyläen, Frankfurt am Main / Berlin 1988, ISBN 3-549-06682-1.
- (Hrsg.): Die neue Wache Unter den Linden. Ein deutsches Denkmal im Wandel der Geschichte. Koehler & Amelang, Berlin [u. a.] 1993, ISBN 3-7338-0178-4.
- mit Heidemarie Anderlik (Hrsg.): Deutsche Geschichte in Bildern. Koehler & Amelang, München 1995, ISBN 3-7338-0215-2.
- (Hrsg.): Menschen im Museum. Eine Sammlung von Geschichten und Bildern. Deutsches Historisches Museum, Berlin 1997, ISBN 3-86102-097-1.
- Einmal Berlin und zurück. Streifzüge durch Kunst, Geschichte und Leben. Bostelmann & Siebenhaar, Berlin 2004, ISBN 3-936962-01-4.
- Die Wolfsburg-Saga. Konrad Theiss Verlag, Stuttgart 2008, ISBN 978-3-8062-2216-6.
- Morgens um sechs bei Haubentaucher & Co. Nimbus, Wädenswil, ISBN 978-3-907142-44-8.
- Stefan Moses. Die Zeit der Frauen: Von Ingeborg Bachmann über Mary Wigman, Meret Oppenheim und Romy Schneider bis hin zu unbekannten Frauen der Zeitgeschichte. Elisabeth Sandmann, München 2021, ISBN 978-3-945543-95-5.